# الحرب البونيقية الثانية
الحَرب البونيقية الثانية، المَعروفة أيضًا باسم الحَرب الحنبعلية، ومن قِبل الرومان باسمْ الحَرب ضد حنبعل، هي حرب استمرت من سنة 218 ق.م حتى سنة 201 ق.م، ودارت المعارك فيها في غرب وشرق البحر المتوسط. كانت هذه الحرب هي الثانية بين قرطاج والجمهورية الرومانية، بمشاركة من البربر في الجانب القِرطاجي. كان بين روما وقرطاج ثلاث صراعات كُبرى ضد بعضهما، سُميت «بالحُروب البونيقية»، لأنَ الرومان أطلقوا على القِرطاجيين اسم البونيقيين (باللاتينية: Punici) نظرا لأصولهم الفينيقية (باللاتينية: Poenici).
تميزت هذه الحرب بانطلاق حنبعل في رحلته الشَهيرة من بلاده إلى أوروبا، وعبوره جِبال الألب، ثم تَعزيزه بقوات من قبل حُلفائه الغاليين وانتصاراته الساحِقة على الجيوش الرومانية في معركة تريبيا والكمين العملاق في مَعْرَكة بُحيرة تراسمانِيا . ولمواجهة مهارات حنبعل في ساحة المَعركة استخدمَ الرومان إستراتيجية فابيان، ولكن بسبب السَخط الشَعبي المُتزايد العائد إلى عَدم تحقيق هذه الإستراتيجية لنَصر حاسمْ، لجأ الرومان إلى خوض مَعركة أخرى، وكانت النتيجة انهزامَهم التام في مَعْرَكة كٌانَاي بِحَيث أُبيد الجَيش الروماني باكمله. ونتيجة لذلك خسر الرومان الكثير من حُلفائهم الذين تَحالفوا مع قرطاج، مِما أطال أمدَ الحَرب في إيطاليا لأكثر من عَقد منَ الزمن، تم خِلالها تَدمير أكثر الجيوش الرومانية في ساحَة المَعركة.
وعلى الرَغم من النَكسات المُتَكرره، كانت روما قادرة على تَعويض قواتها الأمر الذي لَم يَستَطع حَنبعل فعله كَونه على ارض العَدو، كذلك كانَ الرومان أكثر مَهارة في حِصار أعدائهم من القِرطاجيين واستعادوا جميع المُدن الكُبرى التي انضمت إلى حَنبَعل، وهَزموا القُوات التي جاءت لتعزيزه في مَعرَكة مَيتوريوس. وفي الوقت نَفسه في أيبيريا، التي كانت بِمثابة المَصدر الرئيسي لقوات الجَيش القرطاجي، قامت القوات الرومانية بحملة ثانية بقيادة سكيبيو الإفريقي لغزو قرطاجنة الجديدة كان من نَتائجها إنهاء الحكم القرطاجي في أيبيريا بعدَ وقوع مَعرَكة إليبا.
كانَت المواجَهة النِهائية في مَعرَكة زامَة في إفريقية بينَ سكيبيو الإفريقي وحنبعل، والتي هزم فيها الأخير وفُرِضت شروط قاسية للسَلام على قرطاج، التي لم تَعُد بعدَ ذلك قوة عظمى في البحر المتوسط، وتحوَلت إلى نظام عميل للرومان. وخلال الفترة التي امتَدت فيها هذه الحرب، اشتعَلت الحَرب المقدونية الأولى في شَرق البحر المتوسط والبحر الأيوني.
يُصنف المؤرخون جَميع المَعارك التي وقعت في هذه الحَرب، على أنها من بين أكبر المَعارك من حيث الخسائر البشرية، كما أنها تضمنت عددا من الكمائن الناجحة للجيوش، والتي انتهي بعضها بإبادة شبه كاملة للجنود.

## خلفية تاريخية
اندلعت الحرب البونيقية الثانية بين قرطاجنة وروما نتيجة الخلاف حول السيطرة على ساغونتو، وهي مدينة ساحلية أسسها اليونانيون في أيبيريا وكانت لها علاقات دبلوماسية مع روما. بعد توتر كبير في المدينة بلغ ذروته باغتيال أنصار قرطاجنة، قاد حنبعل حصارا عليها في عام 219 ق م.
طلبت المدينة الدعم والمساندة من الرومان، ولكن النداءات لم تجد آذانا صاغية. بعد حصار طويل وصراع دموي استمر لثمانية أشهر، أصيب فيه حنبعل نفسه بجروح، استطاع القرطاجيون في النهاية، السيطرة على المدينة. ففضل الكثير من الساغونتيين الانتحار بدلا من أن يعدموا على يد القرطاجيين.
ذكر تيتوس ليفيوس، أنه قبل الحرب، كانت روما قد عقدت مع صدربعل العادل معاهدة، تنص على أن أيبيريا ينبغي أن تكون الحدود بين كلا الإمبراطوريتين، وأنه ينبغي الحفاظ على حرية الساغونتيين.
أرسل الرومان سفيرين إلى قرطاجنة، لمطالبة القرطاجيين بتسليم حنبعل ومعاونوه، مهددين بإعلان روما الحرب على قرطاجنة بحال لم يستجب أهلها إليهم. رفض القرطاجيون تسليم قائدهم ورجاله، فأعلنت روما الحرب على قرطاجنة.

## الأوضاع في غرب البحر المتوسط (218 ق م. - 213 ق م.)

### رحلة حنبعل

صورة تمثل عبور حنبعل مع جيشه جبال الألب.

بلغ تعداد الجيش القرطاجي في أيبيريا، وفقا لبوليبيوس، 90,000 من المشاة، بالإضافة إلى 12,000 فارس مع 37 فيلا حربيا، ويعد هذا الجيش واحد من أكبر جيوش تلك الفترة. غادر حنبعل مع جيشه مدينة قرطاجنة الجديدة في إسبانيا وسار شمالا على طول الساحل في أواخر الربيع من عام 218 ق م، تاركا قيادة القوات القرطاجية في إسبانيا لشقيقه صدربعل. وعند نهر أبرة قسم الجيش إلى ثلاثة أقسام، قاهرأ قبائل تلك المنطقة حتى وصل إلى جبال البرانس في غضون أسابيع، لكنه كان قد تكبد خسائر فادحة.
وفي جبال البرانس، ترك كتيبة من القوات الأيبيرية تقدر بأحد عشر ألف جندي، كحامية للمنطقة التي احتلت حديثا. بعد ذلك، دخل حنبعل بلاد الغال مع 50,000 من المشاة و9,000 فارس. واتخذ مسارا لجيشه بعيدا عن الساحل، لتجنب حلفاء الرومان القابعين على طول تلك النواحي من أوروبا الغربية. أبرم حنبل بعض التحالفات في بلاد الغال مع عدد من قبائلها، وبهذا استطاع التنقل عبر بلادهم بأمان واطمئنان، إلا أن إحدى القبائل وهي قبيلة «فولكاي»، إحدى القبائل الغالية الموالية للرومان، قاومته في معركة عبور الرون، لكن دون جدوى، نظرا لقلة عدد رجالها وضخامة الجيش القرطاجي، الذي وصل عدد أفراده في تلك الفترة إلى 38,000 من المشاة و8,000 فارس وضم 37 فيلا حربيا.
في غضون ذلك، كان الأسطول الروماني يحمل قوات رومانية لغزو شمال أيبيريا، بقيادة الأخوين غنايوس وبابليوس سكيبيو، الذين كانا يعلمان بأن قوات حنبعل عبرت نهر أبرة، ولكنهما فوجئا بتقدم الجيش القرطاجي إلى نهر الرون.
أرسل 300 فارس ليستطلعوا مكان العدو، لكنهم هزموا من قبل قوة قرطاجية مكونة من 500 فارس نوميدي وطاردوهم إلى معسكرهم الرئيسي. وهكذا، عرف الرومان مكان العدو، واستعدوا للمعركة. غير أن حنبعل استطاع تجنب قوات الرومان باتخاذه طريقا غير معروف حتى بلغ جبال الألب في فصل الخريف. وهناك استقبل رسلا من حلفائه الغاليين في إيطاليا، الذين حثوه على أن يأتي لنجدتهم وعرضوا عليه أن يرشدوه عبر جبال الألب.

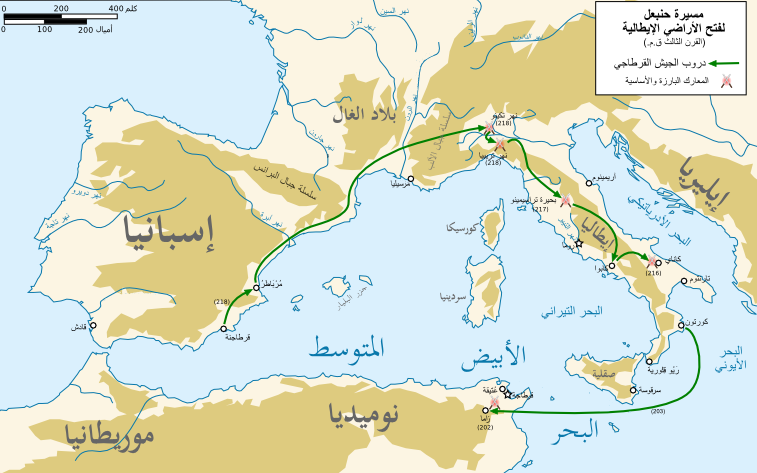
مسار حملة حنبعل لغزو إيطاليا.

### الحملة الرومانية الأولى على أيبيريا
لم تتمكن الحملة الرومانية الأولى على شبه جزيرة أيبيريا من استدراج القوات القرطاجية إلى معركة حاسمة في شبه الجزيرة تلك، فاستطاع القرطاجيون أن يراوغوا الرومان واستمروا في تقدمهم نحو شبه الجزيرة الإيطالية عبر بلاد الغال. قام الرومان بملاحقة القوات القرطاجية في طريقها إلى شمال أيبيريا تحت قيادة سكيبيو الأصلع، في محاولة لحسم الحرب بعيدا عن إيطاليا، بينما عاد القائد الآخر بابليوس سكيبيو، إلى روما محذرا من خطر غزو إيطاليا، خصوصا كون بعض قبائل شمال إيطاليا كانت في حالة تمرد بالفعل، قبل أن يعود ثانية إلى إسبانيا بعد سنة 217 ق م.
وعلى الرغم من أن الحكم القرطاجي لم يحظ بترحيب الأيبيريين، إلا أن تقاعس الرومان عن مساعدتهم أثناء حصار ساغونتو جعل الأيبيريين ساخطين على الرومان. أنشأ سكيبيو الأصلع مقر قيادته في «سيسا» وهي من المناطق التي كان حنبعل قد احتلها حديثا آنذاك، والتي تقع في المنطقة الواقعة بين نهر أبرة وجبال البرانس. ومع الوقت حصل على تأييد متزايد بين السكان الأصليين. مما دفع القائد القرطاجي «هانو بن صدربعل العادل»، وهو ابن شقيقة حنبعل، لدخول معركة ضارية ضد الرومان قبل أن تنضم قواته إلى قوات صدربعل شقيق حنبعل، على الرغم من أن عدد قوات الرومان بلغ ضعف عدد قواته. وكانت النتيجة انتصار الرومان في معركة سيسا وأسر هانو نفسه في سنة 218 ق م.

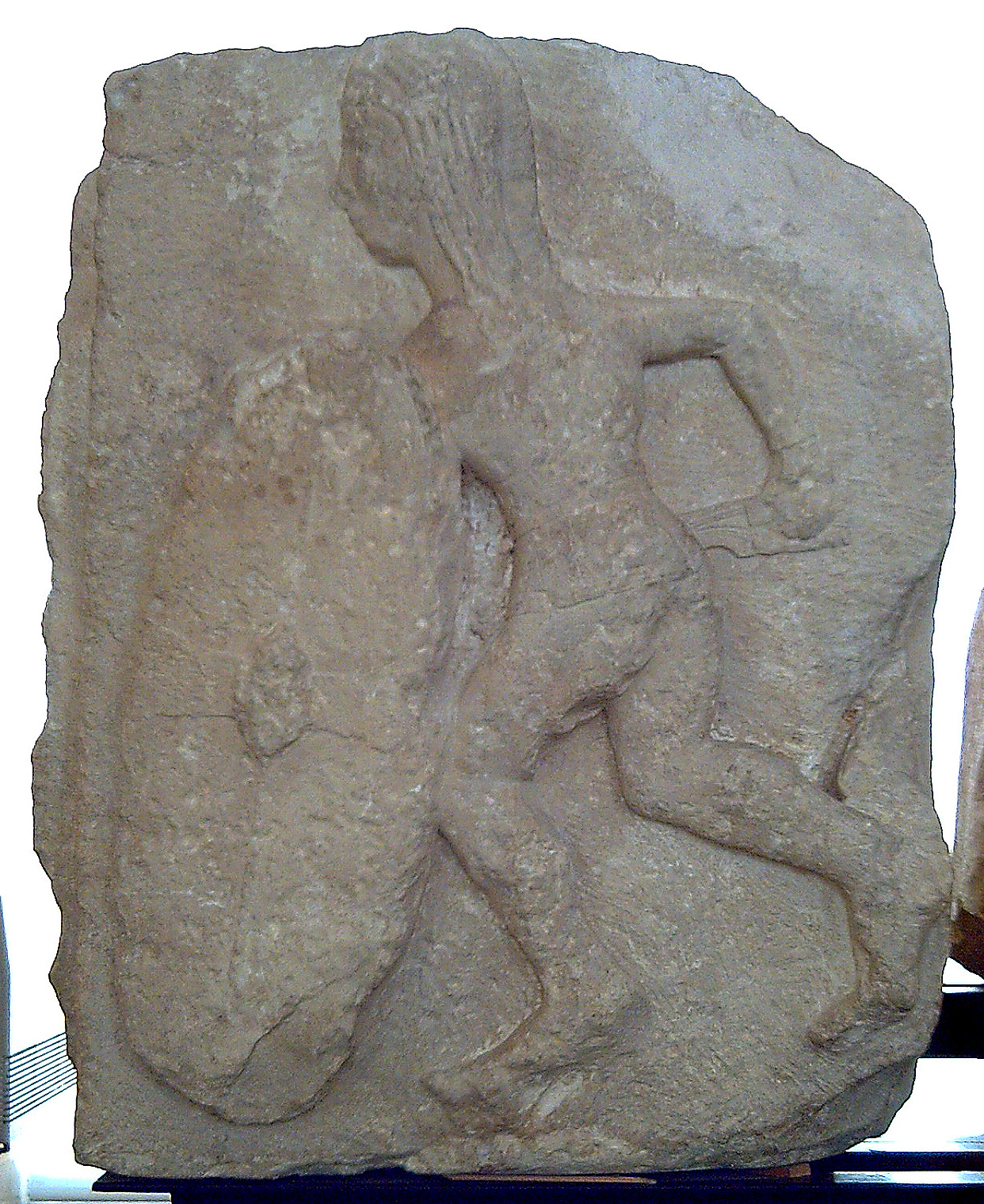
نقش حجري لمحارب أيبيري يعود لسنة 200 ق م. يظهر المحارب مسلحا بسيف معقوف وترس بيضاوي الشكل، من المتحف الوطني الإسباني للآثار، مدريد.

شكل التحالف بين أسطولي الرومان والمساليين - وهي قبائل كانت تسكن جنوب بلاد الغال في تلك الفترة - خطرا على القرطاجيين. فعقد صدربعل العزم على هزيمة هذا الأسطول، بالرغم من أن قواته البحرية كان لها تاريخ من الفشل ضد الرومان. فقد خسرت جميع المعارك في السابق عدا معركة واحدة خلال الحرب البونيقية الأولى وأخرى في ليلبايوم عام 218 ق م، على الرغم من التفوق العددي الروماني. لذلك قرر أن يتحرك الجيش والأسطول معا. وصف الأسطول القرطاجي أنه كان غير منظم قبل وقوع المعركة، إلا أن الجيش كان يمثل دعما معنويا عاليا، والملاذ الآمن للأسطول بعد معركة نهر أبرة، التي اشتبكت فيها 40 سفينة قرطاجية وأيبيرية ضد 55 سفينة رومانية، وهزم القرطاجيون وخسروا ثلاثة أرباع أسطولهم وبقيت سفنهم الباقية مع الجيش على الشاطئ. في أعقاب ذلك تراجعت القوات القرطاجية، على الرغم من أن الرومان كانوا لا يزالون محاصرين في المنطقة الواقعة بين نهر أبرة وجبال البرانس.
حرم وجود الرومان في تلك المنطقة القرطاجيين من إرسال تعزيزات من أيبيريا لحنبعل أو إلى الغاليين المتمردين في شمال إيطاليا خلال تلك المرحلة الحرجة من الحرب، فتحرك صدربعل بقواته واشتبك مع الرومان في معركة درتوسا في سنة 215 ق م، في محاولة منه لتذليل هذه المشكلة. في هذه المعركة، استغل صدربعل تفوق فرسانه في تطويق العدو من الجانبين بمساعدة قوات مشاته، وكان هذا ذات النهج الذي تم استخدامه بنجاح في معاركهم بإيطاليا. إلا أن الرومان استطاعوا اختراق هذا التطويق من الوسط وفصل كلا الجناحين على حدة، الأمر الذي ألحق خسائر فادحة بالقرطاجيين، ولكن بعد أن ألحقوا خسائر كبيرة في صفوف الرومان أنفسهم.
في الوقت الذي كان فيه الرومان يحققون تقدما ضئيلا على القرطاجيين في أيبيريا، استطاع الرومان فتح جبهة قتال جديدة ضد قرطاجنة عن طريق التحالف مع صيفاقس ملك النوميديين الغربيين القوي في شمال أفريقيا. وفي عام 213 ق م. استقبل صيفاقس بعض الضباط الرومان لتدريب جنوده المشاة الذين لم تكن لديهم القدرة بعد على مجابهة أعدائهم القرطاجيين، فاستطاع بهذا الدعم، أن يشن حربا ضد حليف القرطاجيين «غايا» ملك النوميديين الشرقيين. وفي السنة ذاتها غادر صدربعل أيبيريا لقاتل صيفاقس، بعد أن وصلت إليه أخبار تحالفه مع روما واستعداده للهجوم على قرطاجنة.

## الأوضاع في وسط البحر المتوسط (218 ق م. - 213 ق م.)

### الحملات والمناوشات البحرية
كانت البحرية القرطاجية في سنة 218 ق م. مشغولة باستكشاف المنطقة البحرية المحيطة بصقلية وتستعد لهجوم مباغت على ليلبايوم في أقصى غرب الجزيرة. وبعد اكتمال الاستعدادات، أغارت 20 سفينة قرطاجية محملة بألف جندي، على الجزر العقادية غرب صقلية بينما هاجمت 8 سفن جزر فولكان، إلا أنها زحلت عن مسارها بسبب تعرضها لعاصفة في مضيق ميسينا، وتمكنت السفن السرقوسية من الاستيلاء على ثلاثة منها دون مقاومة، وعلم السرقوسيون من طواقم تلك السفن بأن أسطولا قرطاجيا سيهاجم ليلبايوم، فأقدم «هيرو الثاني» ملك سرقوسة، على تحذير القائد الروماني «ماركوس أميليوس». نتيجة لذلك أعد الرومان 35 سفينة لاعتراض القرطاجيين وهزموهم في معركة ليلبايوم، والتي كانت أول المعارك البحرية في الحرب.
وفي سنة 218 ق م، كان الرومان يعدون حملة في ليلبايوم لمهاجمة إفريقية (تونس حاليا). توقع حنبعل هذه الخطوة وعزز الجيش في إفريقية بإرساله 13,850 جندي مشاة أيبيري و870 راميا من جزر البليار مع 1200 فارس أيبيري. بالإضافة إلى 4,000 أيبيري من علية القوم نقلوا إلى قرطاج لتعزيز دفاعها، وأيضا ليكونوا بمثابة رهائن لضمان ولاء شعبهم. وفي المقابل، أرسل 11,850 جندي مشاة ليبي و300 جندي ليغوري و500 جندي من جزر البليار لأيبيريا لتعزيز الدفاعات ضد الغزو الروماني المتوقع.
هزم الأسطول القرطاجي في مواجهتين عنيفتين أمام الرومان، ولكن أيا من الجانبين لم يكن قادرا على الإغارة على سواحل خصمه. كان هناك استثناء وحيد في سنة 217 ق م، عندما حاول أسطول قرطاجي من 70 سفينة الانقضاض على سواحل روما، إلا أنه تم اعتراضه قبالة شواطئ «إتروريا» بأسطول روماني يتألف من 120 سفينة فتراجع دون خوض المعركة.
قامت أول حملة قرطاجية إلى سردينيا في 215 ق م، تحت قيادة «صدربعل الأصلع» وتابعه «حمسقورا». وعندما وصلت إلى سردينيا، كان الرومان على علم بنواياهم وعززوا الحامية تحت قيادة تيتوس مانيليوس توركاتيوس بعشرين ألف جندي من المشاة و1,200 فارس. هزمت هذه القوات 15,000 من المشاة القرطاجيين و1,500 فارس قرطاجي، بالإضافة إلى عدد غير معروف من الفيلة، ومتمردي سردينيا في «معركة كورنوس». في أعقاب ذلك، واجهت الحملة البحرية القرطاجية ذات السفن الستون 100 سفينة رومانية قادمة من إفريقية وهزموا، ولم تنج منها سوى 7 سفن. وبذلك بقيت سردينيا - إحدى أهم مصدري الحبوب - تحت الاحتلال الروماني.

### تمرد القبائل الغالية

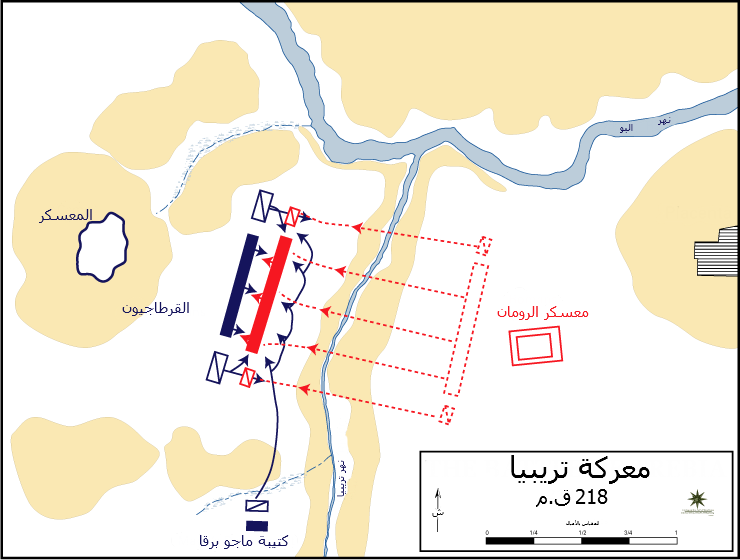
خطة معركة تريبيا
القرطاجيون
الرومان

تلقى الرومان أنباء عن عبور حنبعل نهر أبرة وعن تمرد القبائل الغالية في شمال إيطاليا في الوقت نفسه. وكان هذان الحدثان سببا في تكوين تحالف بين القرطاجيين والقبائل الغالية ضد العدو المشترك: روما. كان الهدف الأول للمتمردين هو المستعمرات الرومانية في بياتشنسا وكريمونا، مما تسبب في تراجع الرومان إلى مدينة مودينا، والتي حاصرها الغاليون بعد ذلك. وعلى الجانب الآخر، تحرك القائد الروماني «مالينوس فولسو» مع فيلقين رومانيين وقوات من حلفائهم، مع 1,600 فارس و20,000 من الجنود المشاة، إلى غاليا كيسالبينا. تعرض هذا الجيش لكمينين على الطريق من قبل الريمينيين، وفقد 1,200 رجل. وعلى الرغم من رفع الحصار عن مودينا، فإن هذا الجيش نفسه وقع تحت حصار على بعد أميال قليلة منها. دفع هذا الحدث مجلس الشيوخ الروماني لإرسال أحد فيالق «سكيبيو» و5,000 من قوات حلفائهم لمساعدة «فولسو». فأصبح سكيبيو في حاجة لزيادة عدد جنوده لملء الفراغ الذي تركته القوات المرتحلة، وبالتالي لم يستطع التقدم نحو أيبيريا حتى شهر سبتمبر من سنة 218 ق م، مما أعطى الوقت الكافي لحنبعل للتقدم من نهر أبرة حتى نهر الرون.
بعد نجاح حنبعل في المراوغة كي لا يدخل معركة ضارية عند ضفاف الرون، اتجه لمساعدة حلفائه الغاليين، الذين كانوا يتعرضون لضغط التعزيزات الرومانية. عبر حنبعل جبال الألب، متغلبا على المناخ والتضاريس وكمائن القبائل المحلية، ووصل مع ما لا يقل عن 28,000 جندي من المشاة و6,000 فارس و30 فيلا حربيا إلى «توريني» في إيطاليا. وكان الرومان يتوقعون عبور حنبل لجبال الألب، لكنهم لم يتوقعوا حصول ذلك بهذه السرعة، أي في الحين عندما كان الجنود الرومانيون لا يزالون في ثكناتهم الشتوية. كان عبور حنبعل لجبال الألب إنجازا عظيما لأنه لم يسبق لجيش أن عبرها في فصل الشتاء مع فيلة، كما كان هذا العبور سببا لكي تلغي روما نواياها لغزو إفريقية.
كان حلفاء حنبعل من القبائل الغالية قاطنة وادي نهر بو لا يزالون بعيدين. فاضطر الأخير للقتال مع قواته التي تناقص عددها لكي يصل إلى حلفائه وليحث باقي سكان غاليا كيسالبينا على التمرد على الرومان. كان أول أهداف حنبل هو الاستيلاء على مدينة «توريني»، فتقدم القرطاجيون واعترضوا قوات رومانية تحت قيادة بابليوس سكيبيو، الذي سبق أن تجنب حنبعل مواجهته في وقت سابق في وادي الرون، والذي لم يكن يتوقع وصوله المبكر على الجانب الآخر من جبال الألب. ونتيجة لذلك نجح فرسان حنبعل في هزيمة الفرسان الرومان في اشتباك طفيف في معركة تيسينيوس. تعرض «سكيبيو» لجروح خطيرة في المعركة، وتراجع مع قواته عبر نهر «تريبيا»، وعسكر في مدينة بياتشنسا في انتظار التعزيزات. ونتيجة لهزيمة روما في «تيسينيوس»، انضمت كل القبائل الغالية عدا «السينومانيون» إلى القرطاجيين. وسرعان ما أصبحت قبائل الشمال الإيطالي بأكملها بما في ذلك الغاليون والليغورنيون تعزز جيش حنبعل بما لا يقل عن 40,000 من الرجال.

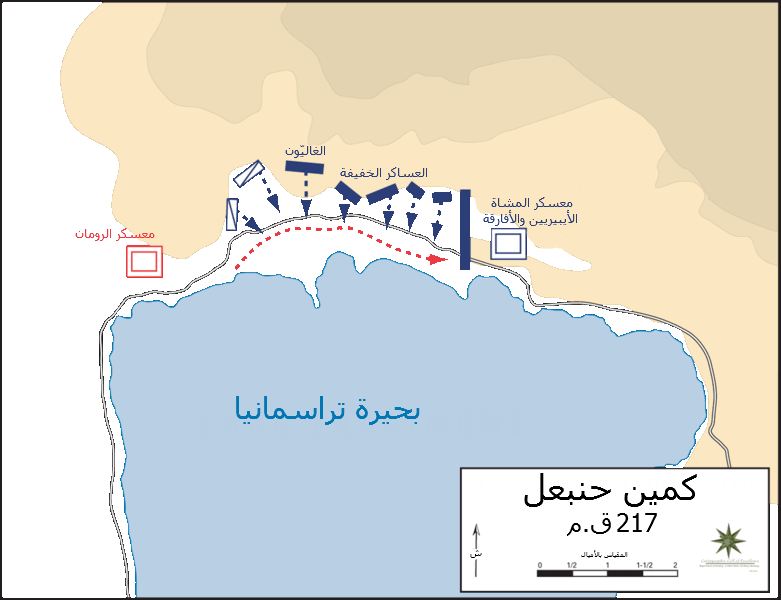
خطة معركة بحيرة تراسمانيا
القرطاجيون
الرومان

قبل وصول الأنباء عن الهزيمة في «تيسينيوس» إلى روما، أمر مجلس الشيوخ القنصل تيبيريوس لونجيوس بالعودة مع جيشه من جزيرة صقلية، حيث كان يستعد لغزو إفريقية للانضمام إلى «سكيبيو» ومواجهة حنبعل. عرقل حنبعل محاولة جيش لونجيوس الانضمام لجيش سكيبيو. إلا أن استيلاء القرطاجيين على مستودع الإمدادات في قرية كلاستيديوم عن طريق خيانة بعض السكان المحليين ألهي القرطاجيين وسمح لجيش لونجيوس بالانضمام لجيش سكيبيو، الذي كان لا يزال يعاني من إصابات خطيرة. سمح حنبعل للرومان بتحقيق بعض الانتصارات البسيطة، مما أغراهم بقتال حنبعل في معركة تريبيا تحت قيادة لونجيوس. تلقت القوات الرومانية الأوامر بخوض المعركة دون حتى حصولهم على وجبة الإفطار في ذلك اليوم بل وعبروا نهرا باردا، مما قلل من قدرة الكثيرين على القتال. علاوة على ذلك، قاد «ماجو برقا» - شقيق حنبعل - كتيبة من الجنود القرطاجيين لمهاجمة الرومان من الخلف. تلقى الرومان خسائر فادحة في تلك المعركة، حيث لم ينج سوى 20,000 رجل فقط من أصل 40,000، وغادروا غاليا كيسالبينا. وبعد أن ثبت حنبعل مواقعه في شمال إيطاليا بهذا الانتصار، وجد المأوى لقواته في فصل الشتاء بين الغاليين، الذين انضموا بحماس إلى جيشه، مما رفع عدده ليصل إلى 60,000 رجل، لكن بالمقابل انخفضت حماسة جنوده من القرطاجيين الذين شهدوا هذا الأمر.
في سنة 217 ق م، عزم مجلس الشيوخ الروماني على إرسال جيوش جديدة ضد حنبعل تحت قيادة القنصلين المنتخبين حديثا: جنايوس جيمينوس وجايوس فلامينيوس نيبوس. كان لفلامينيوس تاريخ من عدم الثقة من زملائه أعضاء مجلس الشيوخ، وخشي من محاولتهم إيجاد ذرائع لتأجيل سفره، فأقدم على مغادرة روما بهدوء لتولي قيادة جيشه في ريميني دون أداء المناسك الدينية الطويلة المطلوبة من القنصل الجديد. وعندما علم مجلس الشيوخ بمغادرته، وافق بالإجماع على استدعائه إلى روما، لكنه تجاهل الأوامر، الأمر الذي سبب استياء واسع النطاق بين الرومان الذين كانوا يخشون من أن عدم احترام فلامينيوس للآلهة سيجلب الكوارث على روما. تقدم حنبعل إلى وسط إيطاليا كما كان متوقعا، وتحرك جيش فلامينيوس من ريميني إلى أريتسو، لتغطية ممرات الألب الجبلية في إتروريا لمحاولة وقف تقدمه. أما سيرفيليوس، الذي كان قد أدى الطقوس المناسبة فقد تحرك جيشه خلف جيش فلامينيوس، إلى ريميني لتغطية الطريق إلى إتروريا على طول ساحل البحر الأدرياتيكي. والقوة الثالثة - التي كانت تضم الناجين من الحملات السابقة - كانت تتمركز في أتروريا تحت قيادة سكيبيو. وبالتالي كان الرومان قد أمنوا جميع الطرق المؤدية إلى روما.
في أوائل ربيع سنة 217 ق م، قرر حنبعل أن يتقدم، تاركا حلفاؤه من القبائل الغالية في وادي نهر بو وعبر جبال الألب، وأقدم على تجنب مواقع الرومان واتخذ الطريق الوحيد غير المحمي إلى إتروريا وذلك عند مصب نهر «أرنو». وكان هذا الطريق يمر من خلال المستنقع الضخم الذي حدث نتيجة لفيضان الأنهر في فصل الربيع. سار جيش حنبعل عدة أيام دون العثور على أماكن مناسبة للراحة، فعانى جنوده الأمرين نتيجة الإرهاق وقلة النوم، وأدى ذلك بطبيعة الحال إلى فقدانه لجزء من قواته، بما في ذلك الفيلة القليلة المتبقية.
عندما وصل حنبعل إلى إتروريا في ربيع سنة 217 ق م، حاول أن يواجه الجيش الروماني الرئيسي بقيادة فلامينيوس في معركة ضارية عن طريق تخريب المنطقة التي أرسل فلامينيوس لحمايتها. ثم عاد ولجأ إلى حيلة جديدة، فسار بجنوده نحو الجناح الأيسر لجيش عدوه وبذلك قطع الطريق بينه وبين روما. وبتقدمه نحو إتروريا، استفز حنبعل فلامينيوس الذي سعى لملاحقة القرطاجيين دون استطلاع الطريق حتى.
وفي مضيق جبلي على شاطئ بحيرة تراسمانيا، صنع حنبعل كمينـا لجيش فلامينيوس. نجح هذا الكمين نجاحا كاملا في معركة بحيرة تراسمانيا، والتي قضى فيها حنبعل على معظم الجيش الروماني وقتل فلامينيوس نفسه، دون أن يتكبد القرطاجيون أي خسائر تذكر. تمكن 6,000 جندي روماني من الهرب، ولكن بعد ذلك استطاع ماهربعل وفرسانه النوميديين القبض عليهم وإجبارهم على الاستسلام. أرسل سكيبيو فرسانه للدعم ولكن ألقي القبض عليهم أيضا وأبيدوا عن بكرة أبيهم. ونتيجة لهذا الانتصار، غنم الجيش القرطاجي المكون من الغاليين والأفارقة والأيبيريين والنوميديين من المعدات العسكرية شيء كثيرًا أكثر مما يمكنهم استخدامه بأنفسهم، فبيع الفائض إلى التجار المصريين الذي باعوه بدورهم إلى الرومان أنفسهم.
بعد هذه المعارك العديدة، قام حنبعل بتصنيف الأسرى، فأبقى الرومان محجوزين لديه، أما غير الرومان فأطلق سراحهم لنشر الدعاية في أرجاء إيطاليا بأن الجيش القرطاجي جاء لإيطاليا للقتال من أجل حريتهم ضد الرومان. من الناحية الإستراتيجية، استطاع حنبعل أن يتخلص من القوة الوحيدة التي يمكن أن تعيق تقدمه نحو روما، ولكن على الرغم من دعوات قواده، لم يشرع في غزو روما. وبدلا من ذلك، قرر التوغل جنوبا على أمل كسب حلفاء بين قبائل الجنوب الإيطالي.

### إستراتيجية فابيان
أصابت الهزيمة في معركة بحيرة تراسمانيا الرومان بالهلع كون القرطاجيين كانوا قد أصبحوا قاب قوسين أو أدنى من مدينتهم، لذا قرر مجلس الشيوخ اللجوء إلى إجراء كان يتخذ في حالات الطوارئ بتعيين دكتاتور مؤقت ليكون قائدا عامًا للقوات لمدة ستة أشهر، والتي تكون مقسمة عادة بين اثنين من القناصل. كان تنفيذ هذا الإجراء يتطلب وجود قنصل واحد على الأقل لتعيين «دكتاتور»، ولما كان القنصل فلامينيوس ميتا، والآخر سيرفيليوس بعيدا مع الجيش الوحيد الذي بقي في إيطاليا، قرر مجلس الشيوخ انتخاب الدكتاتور دون تواجد قنصل. ولما كان هذا الإجراء غير دستوريا، فقد منح الشخص المنتخب فابيوس ماكسيموس لقب «ممثل دكتاتور»، على الرغم من أنه تمتع بنفس الصلاحيات التي يتمتع بها الدكتاتور. كما عين مجلس الشيوخ ماركوس روفوس «قائدا للفرسان» (باللاتينية: magister equitum)، وحامل هذا اللقب يكون بمثابة الرجل الثاني في القيادة، بدلا من السماح للدكتاتور نفسه باختياره كما جرت عليه العادة سابقا.
خرج فابيوس عن التقليد الروماني العسكري باستدراج العدو لمعركة ضارية في أقرب وقت ممكن. حيث اخترع إستراتيجية عسكرية جديدة أطلق عليها تسمية «إستراتيجية فابيان»، وهي تتمثل بتجنب فتح معركة مع الخصم، والاستمرار بمناوشة فصائل صغيرة من جيش العدو. لم تحظ هذه الإستراتيجية بشعبية كبيرة بين الجنود بطبيعة الحال، فأطلقوا على قائدهم لقب «المؤجل» (باللاتينية: Cunctator)، لأنه بدا لهم كما لو كان يحاول تجنب المعركة في الوقت الذي كانت فيه إيطاليا تدمر على يد العدو. علاوة على ذلك، كان الرومان يخشون أنه إذا استمر حنبعل في اكتساح إيطاليا دون مقاومة، فسيلجأ حلفاء الرومان الخائفون للتحالف مع القرطاجيين على اعتبار أن روما ليست قادرة على حمايتهم.
كانت سياسة فابيوس هي ملاحقة حنبعل عن طريق السير بمحاذاته على المرتفعات بينما يتحرك القرطاجيين في السهول، لتجنب مواجهة فرسان حنبعل الذين كان لهم الأفضلية في السهول. تطلب الأمر من الرومان الحيطة والحذر خوفا من أن يستغل القرطاجيون مهاراتهم لنصب كمائن للرومان. لهذا السبب، عدلوا تشكيلهم أثناء السير ليسيروا في ثلاثة خطوط متوازية بدلا من خط واحد، وقد كانت التشكيلة الأولى، أي الخط الواحد، هي السبب في هزيمتهم في معركة بحيرة تراسمانيا.
استطاع فابيوس بتحرشه المستمر بقوات حنبعل، أن يقبض على بعض الأسرى. وعندئذ، قرر فابيوس وروفوس أن يتبادلوا الأسرى وفقا للشروط نفسها التي تم الاتفاق عليها في الحرب البونيقية الأولى. على الرغم من أن القرطاجيين أعادوا للرومان عدة مئات من الأسرى أكثر مما كانوا يتوقعون مقابل أن يدفع الرومان تعويضا ماليا، لكن مجلس الشيوخ تردد في الدفع. ومع ذلك، لم يعتد القرطاجيون على ممتلكات فابيوس، وذلك لحث الرومان على الثقة بهم. وفي النهاية اضطر فابيوس لبيع ممتلكاته لكي يدفع لجيش الأعداء ليتسلم باقي الأسرى.
وبعد أن دمر حنبعل بوليا، قرر السير من خلال سامينيوم إلى كامبانيا، وهي إحدى أغنى وأخصب مقاطعات إيطاليا، على أمل أن يستدرج ذلك فابيوس إلى معركة. وجد فابيوس أن الفرصة سانحة لاعتراض القوات القرطاجية في سهل «كامبانيا» ولقتالها في الجبال المحيطة على أرض من اختياره. وبمرور السنة، وجد حنبعل أنه ليس من الحكمة أن يقضي الشتاء في سهول كامبانيا المخربة، وفي الوقت ذاته، كان فابيوس قد أمر جنوده بتأمين وإغلاق جميع الممرات الجبلية. أدى هذا الوضع إلى نشوب معركة فاليرنوس التي استطاع فيها القرطاجيون خداع الرومان عن طريق إيهامهم بأنهم في طريقهم إلى المرتفعات فوقهم. وقد انخدع الرومان واستطاع القرطاجيون التسلل عبر الممرات التي استحالت غير مؤمنة بكامل أمتعتهم، وكانت هذه ضربة قوية لهيبة فابيوس.
كان روفوس قائد الفرسان من أكثر المعارضين في صفوف الجيش ضد إستراتيجية حرب الاستنزاف التي ينتهجها فابيوس. وبمجرد أن حقق روفوس نجاحا بسيطا في بعض المناوشات مع القرطاجيين، أعطى مجلس الشيوخ لروفوس نفس صلاحيات القيادة التي لفابيوس، الذي اتهم بالجبن. ونتيجة لذلك قرر الرجلان تقسيم الجيش بينهما. استطاع حنبعل جذب روفوس مع فرقته لكمين في معركة جيرونيوم. هرع فابيوس ماكسيموس لمساعدة شريكه في القيادة فتراجعت قوات حنبعل على الفور. وعندئذ، قبل روفوس أن يترك سلطة القيادة لفابيوس، وبذلك انتهي الصراع السياسي بينهما.

### السعي نحو معركة حاسمة

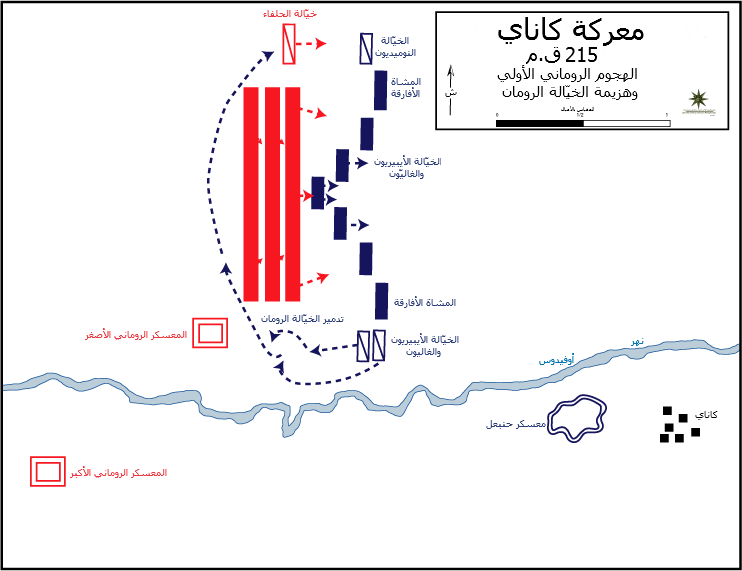
الهجوم الروماني في بداية معركة كاناي
القرطاجيون
الرومان

أصبح فابيوس لا يحظى بشعبية في روما، حيث أن منهجه العسكري لم يؤد إلى نهاية سريعة للحرب، فسخر الشعب الروماني منه واستمروا يطلقون عليه لقب «المؤجل». وفي انتخابات سنة 216 ق م انتخب القنصلان جايوس ترينتيوس فارو ولوسيوس أميليوس باولوس، وكلاهما كان ينادي بانتهاج إستراتيجية حرب أكثر عدوانية.
فشل حنبعل في حملة سنة 217 ق م في الحصول على تأييد القبائل الإيطالية، أما في السنة التالية فكانت لديه الفرصة لتحويل مجرى الأمور لصالحه. فبادر بالمناوشة في ربيع سنة 216 ق م، واستولى على مستودع كبير للإمدادات في كاناي في سهل بوليا. وهكذا، عن طريق الاستيلاء على كاناي، وضع حنبعل نفسه بين الرومان والمصدر الأساسي لإمداداتهم الغذائية. فأمر مجلس الشيوخ الروماني بإرسال جيشين بقيادة القنصلين فارو وباوليوس، وبحسب بعض التقديرات، كان عدد المقاتلين في الجيش يصل إلى مئة ألف مقاتل، على الرغم من أن هذا الرقم لا يمكن التحقق من صحته تماما.
قرر القنصلان فارو وباوليوس مواجهة حنبعل وسارا جنوبا إلى سهل بوليا. وبعد مسيرة يومين، وجدوه على الضفة اليسرى لنهر «أوفيديوس»، وعسكروا على بعد ستة أميال منه. راهن حنبعل على حماسة فارو ورغبته في تحقيق نصر، واستدرجه إلى فخ باستخدام تكتيك الكماشة الذي قضى على الميزة العددية للرومان بتقليص ميدان المعركة. ونظرا للتكتيك الرائع الذي استخدمه حنبعل في المعركة، تمكن الجيش القرطاجي طبقا لبعض المصادر من قتل وأسر عدد يتراوح بين 50,000 و70,000 جندي روماني في معركة كاناي.
وقد كتب المؤرخ بوليبيوس عن المعركة يقول:
| الحرب البونيقية الثانية | كانت الهزيمة في كاناي أخطر بكثير من الهزائم التي سبقتها، كان ذلك واضحا في سلوك حلفاء روما. قبل ذلك اليوم المشؤوم كان ولاؤهم لروما غير مشكوك فيه، والآن بدؤوا في التفكير في تغيير ولائهم بعدما خذلهم الرومان. | الحرب البونيقية الثانية |

وخلال تلك السنة نفسها، تمردت المدن اليونانية في صقلية وثارت على السيطرة الرومانية السياسية. في الوقت نفسه، تحالف حنبعل مع الملك المقدوني فيليب الخامس، الذي تعهد بتقديم الدعم له ولجيشه، فكانت تلك الشرارة التي بدأت الحرب المقدونية الأولى ضد روما. تحالف حنبعل أيضا مع الملك المعين حديثا «هيرونيميوس» ملك سرقوسة، كما أعلنت تارانتو ولاءها له.
وبهذا أصبح لحنبعل الموارد والجنود اللازمة لشن هجوم ناجح على مدينة روما. ومع ذلك، كان لا يزال غير واثق من جدوى مثل هذا الهجوم وأمضى قدرا كبيرا من الوقت في التفكير فيه، وفي الوقت الذي كان يتردد فيه في تنفيذ الهجوم، استطاع الرومان لم شملهم، فضاعت عليه الفرصة. كان الحدث الأبرز الآخر في سنة 216 ق م هو سقوط مدينة «كابوا»، ثاني أكبر مدينة في إيطاليا، والتي اتخذها حنبعل قاعدة جديدة له. لم يكن سقوط كابوا مرضيا لطموحات حنبعل حيث أن هذا الحدث لم يشجع سوى عدد قليل من الدول المدن في إيطاليا التي كان يتوقع أن يكتسبها كحلفاء بالموافقة على الانضمام إليه. وعلاوة على ذلك، لم تستطع البحرية المقدونية مواجهة البحرية الرومانية، ولذا استمروا غير قادرين على مساعدته.
أرسل حنبعل وفدا إلى روما للتفاوض على عقد معاهدة سلام وعرض إطلاق سراح الأسرى الرومان لديه مقابل فدية، ولكن روما رفضت جميع العروض.

### تكوين قاعدة من الحلفاء

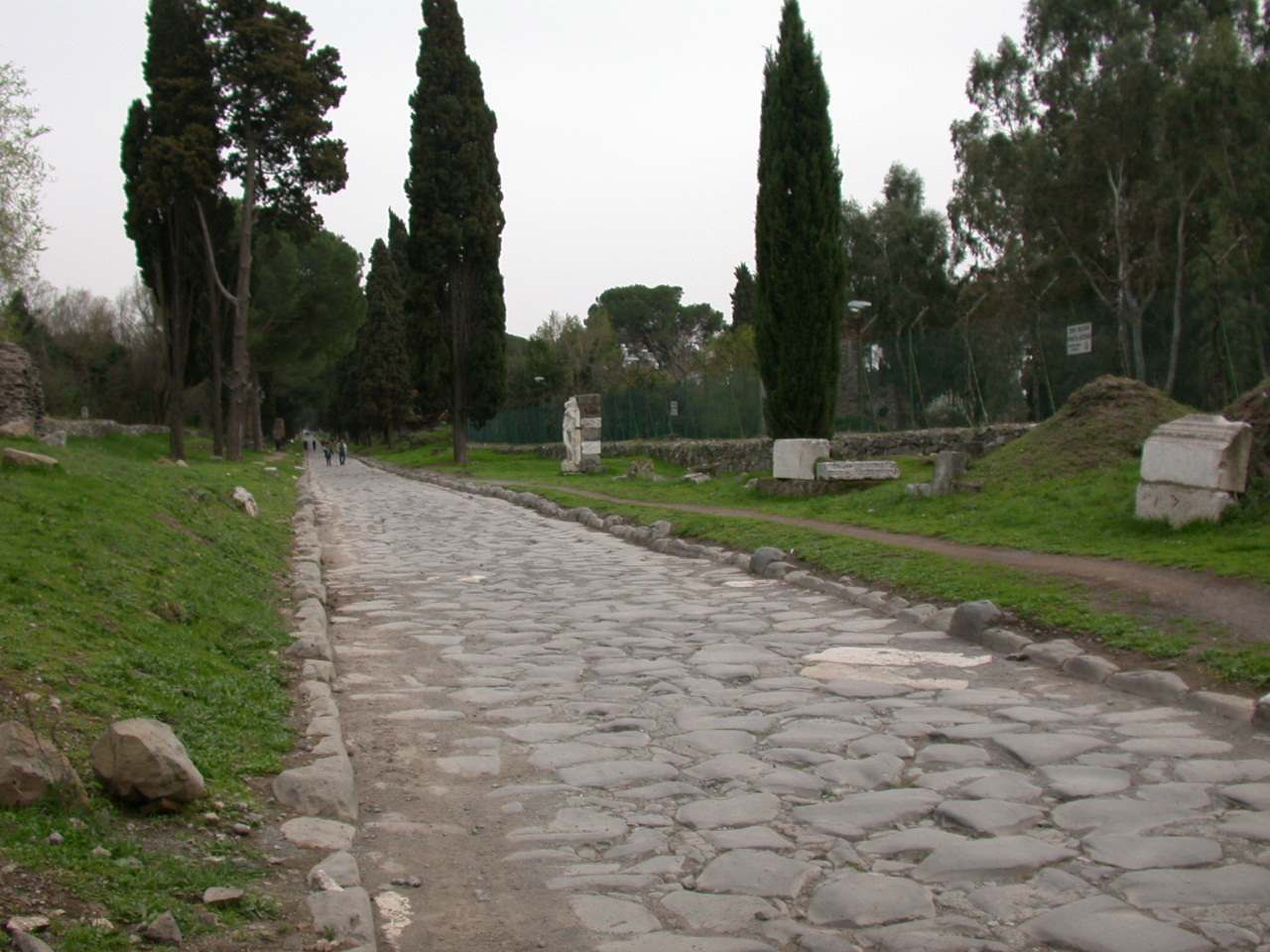
جزء شديد الحفظ من الدرب الآبيوسي أو طريق أبيا، وهو أول الطرقات الرئيسية الرومانية في إيطاليا. أطلق مشروع بناء هذا الدرب برعاية الرقيب «آبيوس كلوديوس» سنة 312 ق م واستمر بناؤها على مراحل حتى سنة 269 ق م عندما بلغت مقصدها، وهو مرفأ برينديزي. استخدمت هذه الدرب من قبل الجيوش الرومانية، بما فيها جيش فابيوس ماكسيموس للوصول إلى حنبعل في جنوب إيطاليا خلال الفترة الممتدة بين سنتي 216 و203 ق م.

بعد معركة كاناي، اختارت معظم قبائل الجنوب الإيطالي التحالف مع حنبعل. وتوجه جزء من الجيش بقيادة ماجو جنوبا، بينما سار باقي الجيش شمالا مع حنبعل. وكانت أكبر المكاسب هي السيطرة على مدينة «كابوا» ثاني أكبر المدن في إيطاليا، حيث طمعت الطبقة الأرستقراطية في المدينة في أن تصبح المدينة العليا في إيطاليا بعد الكارثة التي حلت بالرومان، فعقدوا اتفاقية صداقة مع حنبعل استطاع من خلالها أن يحصل على الميناء الذي رغب باستخدامه للحصول على التعزيزات. وبحلول سنة 215 ق م كان حلفاء حنبعل يسيطرون على الجزء الأكبر من جنوب إيطاليا (باستثناء كروتوني التي غزاها حلفاؤه فيما بعد). كما أصبح شمال إيطاليا حيث القبائل الغالية خارج السيطرة الرومانية.
اعتبر حنبعل أنه من الضروري الاستيلاء على مدينة «نولا»، والتي تقع في كامبانيا وبها قلعة رومانية. وهي المنطقة التي تربط بين حلفائه وبها أهم ميناء يمد الرومان باحتياجاتهم، لكن الرومان قضوا على التيار الموالي للقرطاجيين في المدينة قبل أن يقوم بمحاولته الأولى، وبذلك لم يعد هناك فرصة لارتكاب خيانة فيها. حاول حنبعل أن يفتح المدينة ثلاث مرات عن طريق حصارها في أعوام 216 ق م و215 ق م و214 ق م، ولكن دفاع حاميتها بقيادة ماركوس كلاوديوس مارسيليوس جعلها منيعة وصامدة واستمرت على هذا المنوال حتى دب اليأس إلى القائد القرطاجي وجنوده. ومع ذلك، استطاع حنبعل في عام 215 ق م أن يحتل منطقة «كاسيلينيوم»، وهي موقع آخر مهم للتحكم في كامبانيا.
كانت سرقوسة ذات أهمية كبرى بالنسبة للقرطاجيين، على الرغم من أنها لا تقع في شبه الجزيرة الإيطالية، وذلك كونها تلعب دورا مهما في تأمين الطرق البحرية للإمدادات، ولما كانت ليلبايوم لا تزال في أيدي الرومان، استغل حنبعل فرصة وفاة «هيرو الثاني»، ملك سرقوسة وأحد الحلفاء الأقوياء للرومان، وتولي خليفته «هيرونيموس» الساخط على التحالف مع الرومان العرش، فأوفد اثنين من مساعديه نجحا في كسب تأييد السرقوسيين. كانت طموحات السرقوسيين كبيرة، ولكن جيشهم لم يكن ندا للقوات الرومانية، مما أدى إلى حصار سرقوسة بين عامي 214 ق م و212 ق م. وخلال هذا الحصار برعت آلات أرخميدس في صد جميع الهجمات الرومانية.
كان هدف حملة حنبعل في إيطاليا هو محاربة الرومان بمواردهم المحلية. وفي سنة 214 ق م استطاع مساعده «هانو» جمع عدد من الجنود في «سامينيوم»، ولكن الرومان بقيادة تيبيريوس جراكوس اعترضوا هذه الحشود في معركة بنفنتوم الأولى وقضوا عليها قبل أن تصل إلى مقر قيادة حنبعل. فكان حنبعل قد تمكن من كسب حلفاء، إلا أن الدفاع عنهم ضد الرومان شكل مشكلة جديدة وصعبة في الوقت الذي يحظى فيه الرومان بجيوش جرارة في عدة مواقع. وهكذا، استطاع فابيوس أن يسحب من القرطاجيين أحد حلفائهم في سنة 213 ق م.

## الأوضاع في غرب البحر المتوسط (212 ق م. - 207 ق م.)

### الحملة الرومانية الأولى على أيبيريا
في سنة 211 ق م، قام الإخوة سكيبيو باستئجار 20,000 من الجنود المرتزقة في أيبيريا لتعزيز جيشهم الذي يضم 30,000 جندي من المشاة و3,000 فارس. كان القرطاجيون قد قسموا جيشهم إلى 15,000 جندي تحت قيادة صدربعل، و10,000 جندي لكل من ماجو وصدربعل جيسكو إلى الغرب من صدربعل برقا، فقرر الإخوة سكيبيو تقسيم قواتهم بدورهم. أخذ بابليوس سكيبيو 20,000 جندي روماني مع جنود حلفائهم وهاجموا ماجو قرب «كاستولو»، في حين أخذ سكيبيو الأصلع 10,000 جندي مع الجنود المرتزقة للهجوم على صدربعل، فوقعت معركتا كاستولو وإيلوركا في غضون أيام قليلة، واللتان عادة ما تعرفا بمعركة بيتس العليا. انتهت هذه المعارك بهزيمة الرومان، حيث قام صدربعل برشوة الجنود المرتزقة الذين استأجرهم الرومان ليعودوا إلى وطنهم من دون قتال.
نتيجة لهذه المعارك، اضطر الرومان إلى التراجع إلى نقاطهم الحصينة في شمال أيبيريا حيث لا يستطيع القرطاجيون ملاحقتهم. ومن الجدير بالذكر أن الجنود الرومان قرروا انتخاب قائد جديد حين لقى القائدان مصرعهما، وهذا الفعل لم يسبق له سابقة في الجيش الروماني، إذ أنه لم يكن متبعا سوى في الجيوش البونيقية والهلينية.

### الحملة الرومانية الثانية على أيبيريا
في سنة 210 ق م، وصل سكيبيو الإفريقي إلى أيبيريا بناء على أوامر من مجلس الشيوخ للانتقام لوالده وعمه. نجح سكيبيو في إعادة الاتزان لميزان القوى في أيبيريا، وذلك عندما استولى على قرطاجنة الجديدة في عام 209 ق م بعد معركة قرطاجنة. كما هزم صدربعل في معركة بيكولا في عام 208 ق م. ولكنه لم يتمكن من منعه من مواصلة مسيرته إلى إيطاليا من أجل تعزيز قوات شقيقه حنبعل.
في سنة 206 ق م. هزم سكيبيو الإفريقي جيش مجمعا من قوات ماجو برقا وصدربعل جيسكو وماسينيسا، وبذلك وضع حدا للوجود القرطاجي في أيبيريا.

## الأوضاع في وسط البحر المتوسط (212 ق م. - 207 ق م.)

### الوصول للذروة ثم السقوط
وصل التوسع القرطاجي إلى ذروته عندما بدلت مدينة تارانتو ولاءها وتحالفت مع حنبعل في سنة 212 ق م. وكانت معركة تارانتو الأولى قد تم التخطيط لها بدقة بواسطة حنبعل والمواليين له من قادة المدينة، الأمر الذي جعل الهجومان المنفصلان على أبواب المدينة ناجحان. وقد اتخذ الجيش القرطاجي ستارا من الفرسان النوميديين المغيرة لدخول المدينة على حين غرة والسيطرة عليها، ولكن تمكن الرومان والموالون لهم من التجمع في قلعة المدينة. فشل القرطاجيون في إسقاط القلعة كما لم يتمكنوا من السيطرة على الميناء، واضطروا بعد ذلك لنقل السفن الحربية فوق اليابسة لإنزالها في عرض البحر.
في سنة 212 ق م. لم يستطع كلا الطرفان تحقيق النصر في معركة كابوا الأولى، وقرر الرومان الانسحاب وإنهاء حصار كابوا. فتم تعزيز الفرسان في كابوا بألفي فارس نوميدي. وفي نفس السنة، في «معركة بنفنتوم الثانية» هزم هانو مرة أخرى، وهذه المرة من جانب كوينتوس فلافيوس فلاكوس. وبعد ذلك في معركة سيلاريوس في عام 212 ق م. تعرض الرومان بقيادة «ماركوس سينتينيوس» لكمين وقضي على أغلب جنودهم البالغ عددهم ستة عشر ألف جندي ولم ينج منهم سوى 1,000.
كانت آخر هزيمة للرومان في سنة 212 ق م. في معركة هردونيا الأولى عندما تمكن 2,000 جندي روماني فقط من أصل 18,000 جندي من النجاة من هجوم مباشر من قبل قوات حنبعل المتفوقة عدديا، والذي خطط لكمين يقطع على طريق الرومان أثناء الانسحاب.

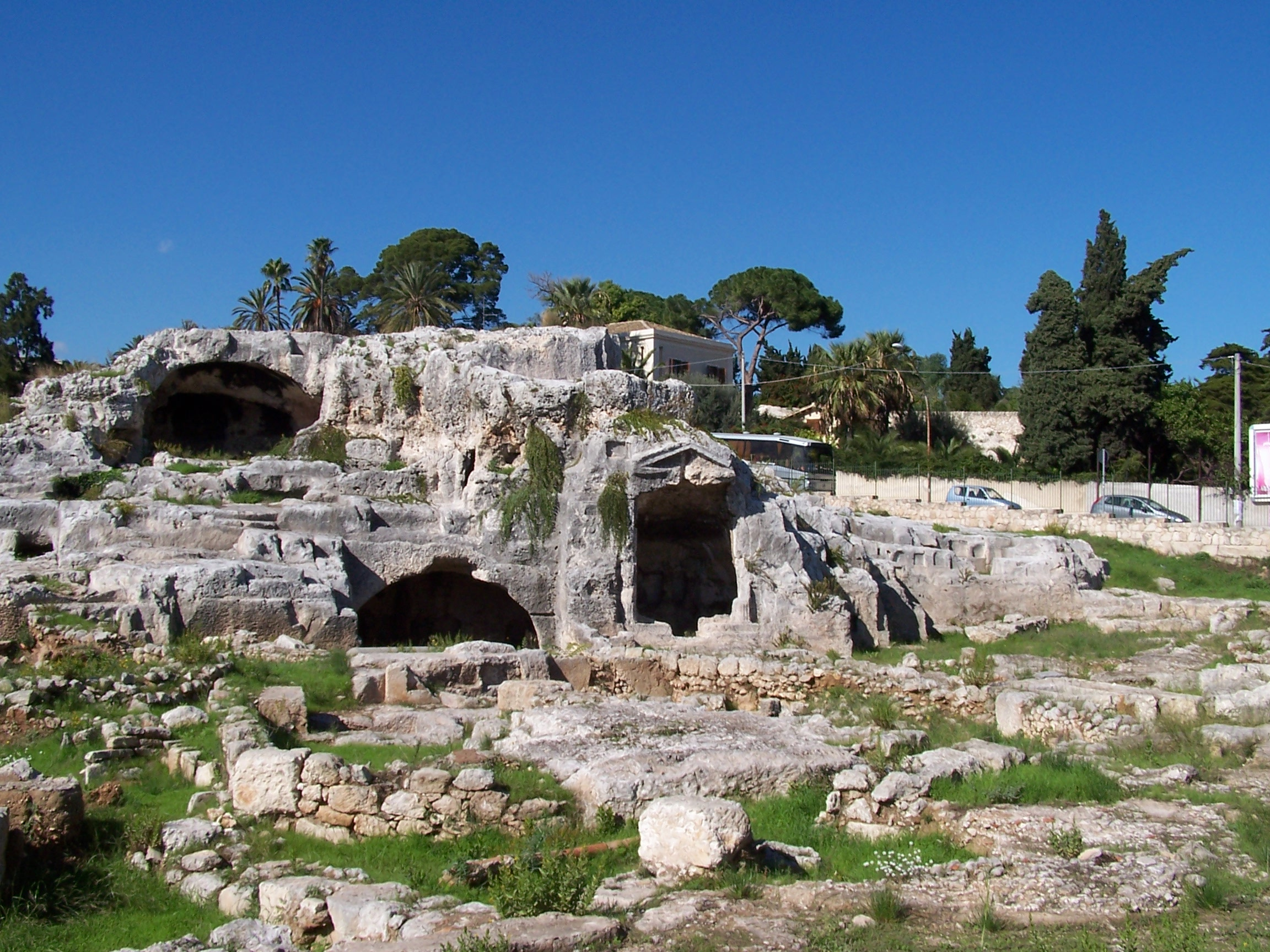
قبر إغريقي قديم في سرقوسة بجزيرة صقلية، يعتقد بأنه يعود لأرخميدس.

اتسمت هذه المرحلة من الحرب بسقوط المدن الرئيسية والثانوية للرومان. أثناء حصار سرقوسة (214 ق م - 212 ق م)، جعلت عبقرية أرخميدس في اختراع آلات الحرب من المستحيل على الرومان تحقيق أي مكاسب بالأساليب التقليدية لحرب الحصار. وقد أرسل الجيش القرطاجي 20,000 جندي للتخفيف عن المدينة، ولكن هذا الجيش عانى أكثر من الرومان من الوباء، وبالتالي اضطر إلى التراجع إلى أغريجنتو. وفي النهاية، سقطت سرقوسة في قبضة الرومان غدرا، عندما حدثت خيانة ساعدت الرومان على دخول المدينة وأسفر ذلك عن مقتل أرخميدس.
حاول حنبعل مرة أخرى في «معركة كابوا الثانية» سنة 211 ق م. الاستيلاء على المدينة عن طريق استدراج الرومان لمعركة ضارية. ولكنه لم يوفق، كما أنه لم يكن قادرا على هزيمة المحاصرين. لذا لجأ إلى خطة جديدة بالانطلاق نحو روما، لإجبار الرومان على التخلي عن الحصار والإسراع للدفاع عن مدينتهم. ومع ذلك، لم يترك في كابوا سوى جزء من القوة المحاصرة لنجدة روما، ومع استمرار الحصار سقطت كابوا بعد ذلك بفترة قصيرة. وبالقرب من روما، خاض حنبعل معركة أخرى.
في سنة 210 ق م. كانت معركة هردونيا الثانية لرفع الحصار الروماني عن المدينة الحليفة للقرطاجيين. استطاع حنبعل أسر القائد «غنايوس فلافيوس سينتوماليوس» على حين غرة أثناء حصاره هردونيا ودمر جيشه في معركة ضارية قتل فيها 13,000 من الرومان من أصل 20,000 جندي. وفي سنة 210 ق م. ثار سكان بوليا على الحامية النوميدية وهزموهم وانضموا للرومان.
وفي سنة 210 ق م. وقعت «معركة نمسترو» غير الحاسمة بين حنبعل وماركوس كلاوديوس مارسيليوس، وحاول الرومان ثانية القضاء على حنبعل عام 209 ق م في معركة كانوسيوم التي لم تكن حاسمة أيضا.
في غضون ذلك، مكنت هذه المعركة جيشا رومانيا آخر تحت قيادة فابيوس من الاستيلاء على تارانتو عن طريق خيانة في «معركة تارانتو الثانية». كان حنبعل في ذلك الوقت قد تمكن من سحب قواته من أمام مارسيليوس، وكان على بعد 8 كيلومترات فقط من المدينة، التي كانت تحت قيادة قرطالو الذي استسلم إلى فابيوس بعد أن اتفق معه على حسن معاملة السكان وعدم التعرض لهم.

### فشل صدربعل برقا في دعم حنبعل
في سنة 207 ق م. لم تكن معركة جرومنتيوم بين جايوس كلاوديوس نيرو وحنبعل قد حسمت بعد. وبعد المعركة، استطاع نيرو أن يخدع حنبعل بإيهامه أن الجيش الروماني كله كان لا يزال في معسكره. في أثناء ذلك، تحرك نيرو مع بعض جنوده شمالا، لتدعيم الرومان هناك لمحاربة صدربعل في معركة ميتوريوس. قبل عام بعد الهزيمة في معركة بيكولا، كانت قوة قرطاجية تحت قيادة صدربعل، قد غادرت أيبيريا وتلقت تعزيزات من بلاد الغال والمرتزقة وحلفائهم. ومن الجدير بالذكر، أنهم اتخذوا نفس الطريق الذي اتخذه حنبعل قبل 10 سنوات، لكنهم تكبدوا خسائر أقل، بفضل المعلومات التي حصلوا عليها من الجنود المرتزقة المنتمين للقبائل الجبلية في تلك المنطقة.
أسفرت المعركة عن إبادة الجيش القرطاجي ومقتل صدربعل في تلك المعركة، وبالتالي فشلت قرطاجنة في تقديم الدعم لحنبعل.

## الأوضاع في غرب البحر المتوسط (206 ق م. - 201 ق م.)

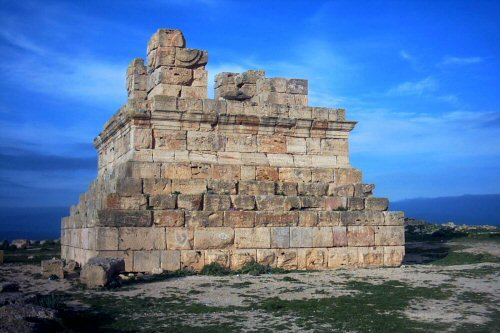
بقايا ضريح الملك النوميدي "ماسينيسا" (مابين سنتي 238 و148 ق م تقريبا)، بالقرب من مدينة قسنطينة بالجزائر.

### المواجهة الأخيرة لقرطاج في أيبيريا
في معركة إليبا قام عدد كبير من المرتزقة الذين استأجرهم الجيش القرطاجي بالتصدى لجيش مكون من الرومان والأيبيريين. فأقدم سكيبيو الإفريقي على اللجوء لحيلة ذكية، فاستمر طيلة عدة أيام ينظم جيشه للمعركة بوضع الجنود الرومان في قلب الجيش والأيبيريين على الأجنحة، وما أن يبدأ القرطاجيون بالهجوم، فإنه يأمر جيشه بالانسحاب. خدعت هذه الحيلة القائدين القرطاجيين ماجو وصدربعل جيسكو عندما توقعا بأن الرومان سيكونون في القلب. في يوم المعركة، اتجه الرومان لأرض المعركة مبكرا وشكلوا جناحي الجيش. في نفس الوقت، كان القرطاجيون قد وضعوا أفضل رجالهم في القلب لمواجهة الجنود الرومان. وهكذا سحق الرومان مرتزقة الجيش القرطاجي الذين كانوا على الجناحين. فر المرتزقة من المعسكر القرطاجي في تلك الليلة. أنهت هذه الهزيمة الكارثية التواجد القرطاجي في أيبيريا. وبعد ذلك، استولى الرومان على مدينة قادس في سنة 206 ق م، بعد أن ثارت المدينة ضد الحكم القرطاجي.
آخر محاولة للقرطاجيين كانت في سنة 205 ق م. عندما حاول ماجو استعادة مدينة قرطاجنة الأيبيرية. ولكن الهجوم فشل. وفي نفس العام، غادر ماجو أيبيريا، وأبحر من جزر البليار إلى إيطاليا مع قواته الباقية.

### النزاع النوميدي
في سنة 206 ق م. كان هناك تتابع سريع للملوك في نوميديا الشرقية، والذي لم ينتهي إلا عند تقسيم المملكة بين قرطاجنة والملك صيفاقس ملك نوميديا الغربية، أحد الحلفاء السابقين للرومان، وكان ذلك عبر صفقة تقتضي بأن يتزوج صيفاقس من صفنبعل، ابنة صدربعل جيسكو. وهكذا، لجأ ماسينيسا، ملك النوميديين الذي خسر خطيبته لصالح صيفاقس وعرشه لصالح قرطاجة ونوميديا الشرقية بعد أن كان قد ساعد القرطاجيون سابقا على الرومان في أيبيريا، لجأ إلى الرومان الذين كان قد سبق واتصل بهم خلال مشاركته بالحرب في شبه الجزيرة سالفة الذكر.

## الأوضاع في وسط البحر المتوسط (206 ق م. - 201 ق م.)

### المشهد الأخير في إيطاليا
في سنة 205 ق م. وصل ماجو برقا بقواته إلى إيطاليا. وسرعان ما اشتبك مع الرومان وهزم في معركة وادي بو في سنة 203 ق م. أما في الجنوب فبقي الوضع معلقا عندما لم يحسم أي من حنبعل أو الرومان معركة كروتوني.

### الحرب تنتقل إلى أفريقيا
أسند إلى سكيبيو الإفريقي قيادة الفيالق الرومانية في صقلية، وهناك تلقى أمرا بإنهاء الحرب عن طريق غزو إفريقية. وكانت هذه الفيالق مكونة من الناجين من معركة كاناي الذين لم يكن مسموحا لهم العودة إلى الديار حتى تنتهي الحرب. كان سكيبيو أيضا واحدا من الناجين، وكان قد أبلى بلاء حسنا خلال حصار سرقوسة، فتم السماح له بالعودة إلى روما، وهناك تدرج بنجاح في المناصب العامة، حتى تولى قيادة القوات في أيبيريا.
في غضون سنة من وصوله لإفريقية، هزم سكيبيو القوات القرطاجية تحت قيادة صدربعل جيسكو وحلفائه النوميديين في معركتي يوتيكا والسهول الكبرى. وكان الملك صيفاقس ملك النوميديين الغربيين، الحليف الرئيسي للقرطاجيين، قد هزم وأسر في معركة سيرتا أمام جايوس لايلوس، في الوقت الذي استعاد فيه ماسينيسا، المنافس النوميدي لصيفاقس وحليف الرومان، جزء كبيرا من مملكته بمساعدتهم. أقنعت هذه الانتكسات بعضا من القرطاجيين، بالدعوى للسلام. بينما طالب البعض الآخر بعودة حنبعل وماجو، الذين كانا لا يزالان يقاتلان الرومان في قلورية وغاليا كيسالبينا على التوالي.
وفي سنة 203 ق م. في الوقت الذي كان فيه سكيبيو الإفريقي وحزب السلام القرطاجي يرتبون لهدنة، استدعي حنبعل من إيطاليا من قبل حزب الحرب في قرطاجنة. وبعد أن سجل رحلته بالقرطاجية واليونانية على جدران معبد الإلهة «جونو» في كروتوني، أبحر عائدا إلى إفريقية. وفور وصول حنبعل استعاد حزب الحرب الهيمنة في قرطاجنة، ووضعوا تحت قيادته قواتا من الأفارقة والمرتزقة الإيطاليين. لكن حنبعل اعترض على ذلك، وحاول إقناعهم بعدم إرسال الأفارقة غير المدربين في المعركة. وفي سنة 202 ق م، التقى حنبعل وسكيبيو في مؤتمر للسلام. وعلى الرغم من الإعجاب المتبادل بين القائدين، تعثرت المفاوضات، حيث اعترض الرومان على سوء النوايا القرطاجية.

### فك الهدنة ومعاهدة السلام النهائية

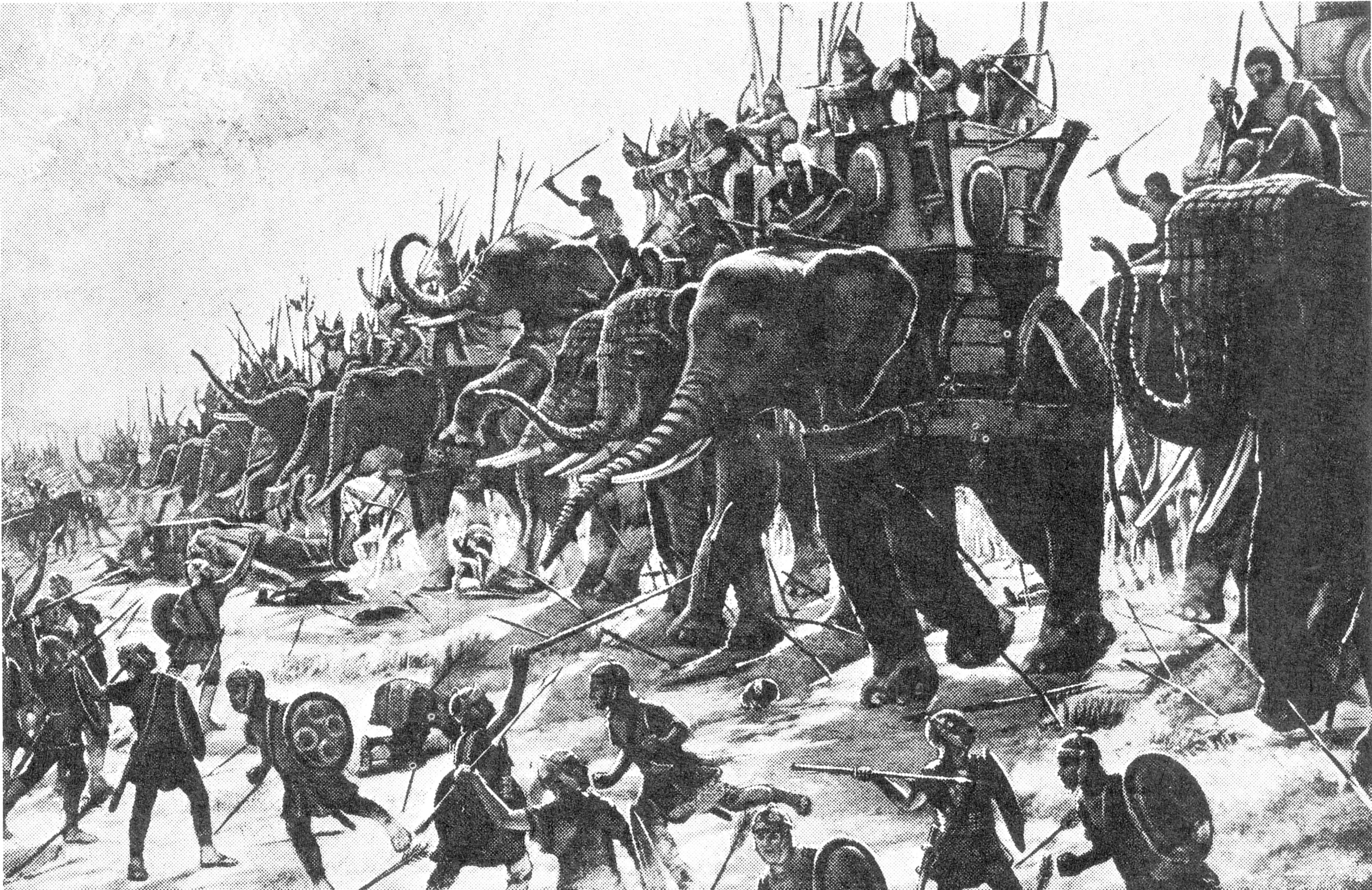
معركة زامة، الفيلة الحربية القرطاجية تشتبك مع المشاة الرومان، بريشة "هنري بول موت"، 1890.

في سنة 202 ق م. كانت المعركة الحاسمة، وفيها، خلافا لمعظم معارك الحرب البونيقية الثانية، كان التفوق لسلاح الفرسان الروماني، بينما كان القرطاجيون متفوقين في سلاح المشاة، كذلك، كان الجيش الروماني أفضل تسليحا من الجيش القرطاجي. رفض حنبعل قيادة هذا الجيش في المعركة لأنه لم يكن يتوقع له القدرة على الصمود. فحدثت بينه وبين الأوليغارشية نقاشات كثيرة، كما أجبر صدربعل جيسكو شريك حنبعل في القيادة على الانتحار لتأييده رأي حنبعل بأنه لا ينبغي أن تذهب هذه القوات إلى المعركة. وقد بلغ من استياء حنبعل أنه لم يخطب في قواته الجديدة قبل المعركة، ولكنه اكتفي بإلقاء كلمة لقدامى المحاربين فقط.
تعمد سكيبيو إثارة الفيلة في الجيش القرطاجي، فقفلت راجعة متسببة في حالة من الفوضى بين صفوف الفرسان القرطاجيين. استفاد الفرسان الرومان من ذلك وأجبروا سلاح الفرسان القرطاجي على الابتعاد عن ميدان المعركة. ومع ذلك، ظلت المعركة متقاربة، بل وكان حنبعل على وشك الانتصار، لولا صمود سكيبيو مع رجاله، وعودة الفرسان الرومان من مطاردة الفرسان القرطاجيين ومن ثم مهاجمتهم لمؤخرة الجيش القرطاجي. أدى هذا الهجوم المزدوج إلى تفكك وانهيار الجيش القرطاجي. وبعد هزيمتهم، أقنع حنبعل القرطاجيين بقبول السلام.

## ما بعد الحرب

### روما وقرطاجنة بعد الحرب
فقدت قرطاجنة هسبانيا إلى الأبد، وأصبحت دولة تابعة للرومان. وفرضت عليها تعويضات حرب تقدر بعشرة آلاف طالنط، كما منعت القرطاجيين من الاحتفاظ بأكثر من عشرة سفن فقط لحماية سواحلهم من القراصنة، ومنعوا أيضا من جمع أي جيش دون إذن من روما. أعطى ذلك الفرصة للنوميديين لاحتلال ونهب الأراضي القرطاجية. وبعد نصف قرن، عندما جمعت قرطاجنة جيشا للدفاع عن نفسها ضد هذه التهديدات، دمرت روما هذا الجيش في الحرب البونيقية الثالثة. أما روما، فبانتصارها أتتها الفرصة للهيمنة على البحر المتوسط.
لم تكن نهاية الحرب مرحبا بها في روما، لأسباب تتعلق بالسياسة والمعنويات. فعندما صدر مرسوم من مجلس الشيوخ للاتفاق على معاهدة سلام مع قرطاجنة، قال «كوينتس كاسيليوس ميتيليوس»، وهو قنصل سابق: «إنني لا أعتقد أن إنهاء الحرب شيء سيسعد روما، أخشى أن يغرق الشعب الروماني مرة أخرى في سباته السابق، الذي أيقظهم منه وجود حنبعل». اتفق أيضا معه «كاتو الكبير»، الذي قال: «إن لم يتم تدمير قرطاج تماما، فبعد فترة ستستعيد قوتها وتشكل تهديدا جديدا لروما، وستضغط على روما للحصول على اتفاق أفضل للسلام». أصر كاتو على تدمير قرطاجنة حتى بعد إبرام معاهدة السلام، وأنهي خطبته بعبارة: «علاوة على ذلك، أعتقد أنه ينبغي تدمير قرطاج» (باللاتينية: ceterum censeo Carthaginem esse delendam).
اعتزل حنبعل الحياة العسكرية واتجه للتجارة، وبعد عدة سنوات، أصبح له دور قيادي في قرطاجنة، على الرغم استياء النبلاء القرطاجيين من سياسته الديمقراطية ومكافحته للفساد. وفيما بعد أقنع النبلاء الرومان بنفيه إلى آسيا الصغرى، ومن هناك قاد الجيوش مرة أخرى ضد الرومان وحلفائهم. وفي نهاية المطاف، انتحر حنبعل لتجنب إلقاء القبض عليه.

### قرطاجنة ونوميديا بعد الحرب
كانت هناك مناوشات خفيفة بين قرطاجنة ونوميديا، ولكن بعد الحرب البونيقية الثالثة، استولت نوميديا على معظم الأراضي القرطاجية في شمال أفريقيا.

## الاستخبارات أثناء الحرب
في هذا الصراع، لعبت الاستخبارات دورا هاما في كلا الجانبين. فقد أسس حنبعل شبكة من المخابرات التي مكنته من تحقيق انتصاراته البارزة. وبالمثل، كانت انتصارات سكيبيو الإفريقي الرئيسية معتمدة على المعلومات التي جمعها جواسيسه. في سنة 217 ق م، تم القبض على مواطن روماني يقيم في روما، كان يعمل كجاسوس للقرطاجيين، وقطعت يداه كعقوبة على ذلك.

## آراء حول الحرب
- يعتبر الكثير من المؤرخين الحرب البونيقية الثانية أول حرب عالمية في التاريخ،[60] فقد دارت في العديد من البلدان في منطقة البحر المتوسط في ذات الوقت، كما شارك فيها بالإضافة إلى الرومان والقرطاجيين، شعوب الأيبيريين والغاليين والليغوريين والسلتيين والنوميديين والمقدونيين. كما فقد فيها الرومان خلال 17 عامًا من الحرب نحو 300,000 قتيل، في الوقت الذي كان فيه عدد السكان حوالي 4 ملايين نسمة، أي بنسبة تتجاوز 7% من السكان.[61]
- قال عنها المؤرخ تيتوس ليفيوس «إنها حرب لا تنسى، تلك الحرب التي شنها القرطاجيون تحت قيادة حنبعل على الرومان. لقد استنزفت الحرب موارد البلدين، كما استخدم الفريقان فنونا حربية لم تكن معروفة من قبل[62]».